# رید پاترسون
لوگان رید پاترسون (به انگلیسی: Logan Reid Patterson) (زادهٔ ۲ ژوئیهٔ ۱۹۳۲ - درگذشته ۱۵ ژانویه ۲۰۱۴) شناگر اهل کشور ایالات متحده آمریکا است.